# Face the Heat
Face the Heat es el duodécimo álbum de estudio de la banda alemana de hard rock y heavy metal Scorpions, publicado en 1993 por Mercury Records en los Estados Unidos y por Phonogram en Europa. Paralelo al éxito comercial que disfrutaba gracias al disco Crazy World de 1990 y en especial al sencillo «Wind of Change» de 1991, el grupo estaba pasando por un severo quiebre interno que derivó en la salida de Francis Buchholz. Todo comenzó luego que descubrieran que un dinero invertido en Liechtenstein había desaparecido, cuya cuenta bancaria estaba a cargo del bajista y el contador por entonces. Por consiguiente, luego de llegar a un acuerdo con los demás músicos, Buchholz dejó la banda a mediados de 1992. Para reemplazarlo, a finales del mismo año ingresó el también alemán Ralph Rieckermann. 
Luego de que la tensión entre los músicos se calmó, optaron por enfocarse en su futuro álbum. Su grabación se llevó a cabo en una semana de febrero de 1993 en los estudios Little Mountain Sound en Vancouver, propiedad del productor Bruce Fairbairn. La banda quería «hacerlo a la antigua», así que lo registraron de manera análoga y optaron por composiciones más pesadas y no replicar el lado comercial del antecesor, sabiendo de antemano que corrían el riesgo de que fuera un fracaso. La gran mayoría de las canciones las escribieron Klaus Meine y Rudolf Schenker, mientras que Herman Rarebell, el tercer compositor del grupo desde Taken by Force (1977), no participó del proceso creativo porque había perdido el interés de escribir después de Crazy World.
Una vez que salió al mercado recibió una variedad de críticas por parte de la prensa especializada; algunos medios consideraron un acierto que optaran por su lado más pesado y agresivo, mientras que otros les pareció todo lo contrario. En un consenso general, Face the Heat es visto como «el último álbum de la era dorada de la banda». En cuanto a lo comercial, logró posiciones inferiores en las listas musicales y una venta considerablemente baja en comparación a su trabajo antecesor. No obstante, en 1994 Scorpions ganó un World Music Awards por ser el artista alemán más vendedor de 1993, ya que se estimó las ventas del álbum en más de un millón y medio de copias. En un año, se comercializaron más de 1,8 millones de unidades.
Para promocionarlo, originalmente se lanzaron tres sencillos en 1993: «Alien Nation», «Woman» y «Under the Same Sun», los que consiguieron una atención regular en las listas musicales. Por su parte, un cuarto sencillo se editó en febrero de 1994 para apoyar a la selección de fútbol de Alemania en la Copa Mundial de Fútbol de 1994, luego de que PolyGram llegase a un acuerdo con U.S. Gold, empresa desarrolladora del videojuego World Cup USA '94, para utilizar algunas canciones en su banda sonora. Cabe señalar que los cuatro contaron con videoclips. Por su parte, en septiembre de 1993 dieron inicio a la gira Face the Heat Tour que les permitió tocar en Europa continental, Norteamérica, Japón, Singapur y en cinco países de Latinoamérica. Con más de noventa presentaciones, la gira culminó el 20 de julio de 1994 en Sunrise (Florida). Por cierto, esta fue más acotada que sus tours anteriores, particularmente en los Estados Unidos, debido a la baja popularidad que sufrían por entonces las bandas de hard rock y heavy metal en ese mercado por el auge del rock alternativo, particularmente del grunge.

## Antecedentes
En noviembre de 1990 la banda publicó su undécimo álbum de estudio Crazy World, que consiguió un considerable éxito comercial, ya que antes de terminar 1991 había logrado certificaciones discográficas de disco de oro, platino y multiplatino en países como Alemania, Canadá, Estados Unidos, Francia, Italia y Suiza, entre otros. Hasta febrero de 1992, sus ventas ya superaban las seis millones de copias en el mundo. Asimismo, «Wind of Change» —uno de los cinco sencillos editados para promocionarlo— también replicó este éxito, puesto que entró en las listas musicales de 78 países y para octubre de 1991 se calculó sus ventas en dos millones y medio de copias a nivel mundial. Para aprovechar esta popularidad, sus antiguos sellos discográficos, RCA Records y EMI Records, lanzaron al mercado los recopilatorios Hot & Slow: The Best of the Ballads en 1991 y Still Loving You en 1992. Este último, compuesto mayoritariamente de power ballads, también recibió certificaciones de oro y platino en diversos países.
Si bien Scorpions estaba viviendo uno de sus períodos comerciales más importantes de su carrera, la relación interna estaba pasando por un severo quiebre que derivó en la salida del bajista Francis Buchholz en 1992. David Krebs, exmánager de la banda, comentó que todo comenzó en 1983 durante la grabación de Love at First Sting, ya que la banda y el productor Dieter Dierks decidieron prescindir del bajista y reemplazarlo por Jimmy Bain; a partir de entonces, la relación laboral entre Dierks y Buchholz cambió para mal. Con los años, los desacuerdos se intensificaron, lo que encaminó a la banda a finiquitar los contratos con Dierks y Krebs en 1988. Antes de iniciar la segunda sección por Norteamérica en agosto de 1988, en el marco de la gira promocional de Savage Amusement, Scorpions firmó con la empresa de Doc McGhee.
Buchholz, además de bajista, era el responsable de los negocios de la banda y los demás músicos lo consideraban su director ejecutivo. Él señaló que sus compañeros nunca mostraron interés en involucrarse en ese tipo de temas, por lo que no entendían ni valoraban su trabajo. Por esa razón, cuando hubo el cambio de management, la cual incluía un nuevo equipo de abogados y contadores, el bajista sintió que los músicos no tenían idea de lo que hicieron, porque consideraba que estas personas no tenían la experiencia suficiente ni aspiraban a potenciar la carrera de Scorpions, como sí lo hacía el equipo de Krebs. Por su parte, el baterista Herman Rarebell señaló que tomaron esa decisión después de que descubrieron irregularidades con el manejo del dinero de la banda, particularmente con el representante ante la autoridad alemana fiscalizadora de impuestos. De hecho, el problema derivó incluso en allanamientos a las casas de algunos de los músicos y se estimó que la evasión variaba entre 1 y 9 millones de marcos alemanes, según el periódico italiano La Stampa. No obstante, la situación llegó a un punto crítico en el verano boreal de 1992 cuando se percataron de que un dinero invertido en Liechtenstein había desaparecido; los responsables de esa cuenta bancaria eran Buchholz y el contador por entonces.
Buchholz dejó la banda después de llegar a un acuerdo con el resto de los músicos, y aunque la revista Billboard informó la noticia el 6 de junio de 1992, no se hizo público la razón de su salida. Rarebell comentó que el caso estuvo bajo una investigación judicial por más de quince años, pero no arrojó culpabilidad alguna ni se supo que pasó con el dinero. Desde el punto de vista de Krebs: «Creo que la banda, al tratar a Francis Buchholz de esa manera y avergonzarlo ante el mundo [con respecto a la situación ocurrida durante la grabación de Love at First Sting] lo puso en contra de ellos. Al final, por eso los jodió con el representante comercial». Para cubrir su puesto, contrataron a Ralph Rieckermann, un bajista nacido en Alemania con conocimientos de la música clásica, que, para entonces, vivía en Los Ángeles. La noticia la dio a conocer Billboard el 19 de diciembre de 1992.

## Grabación

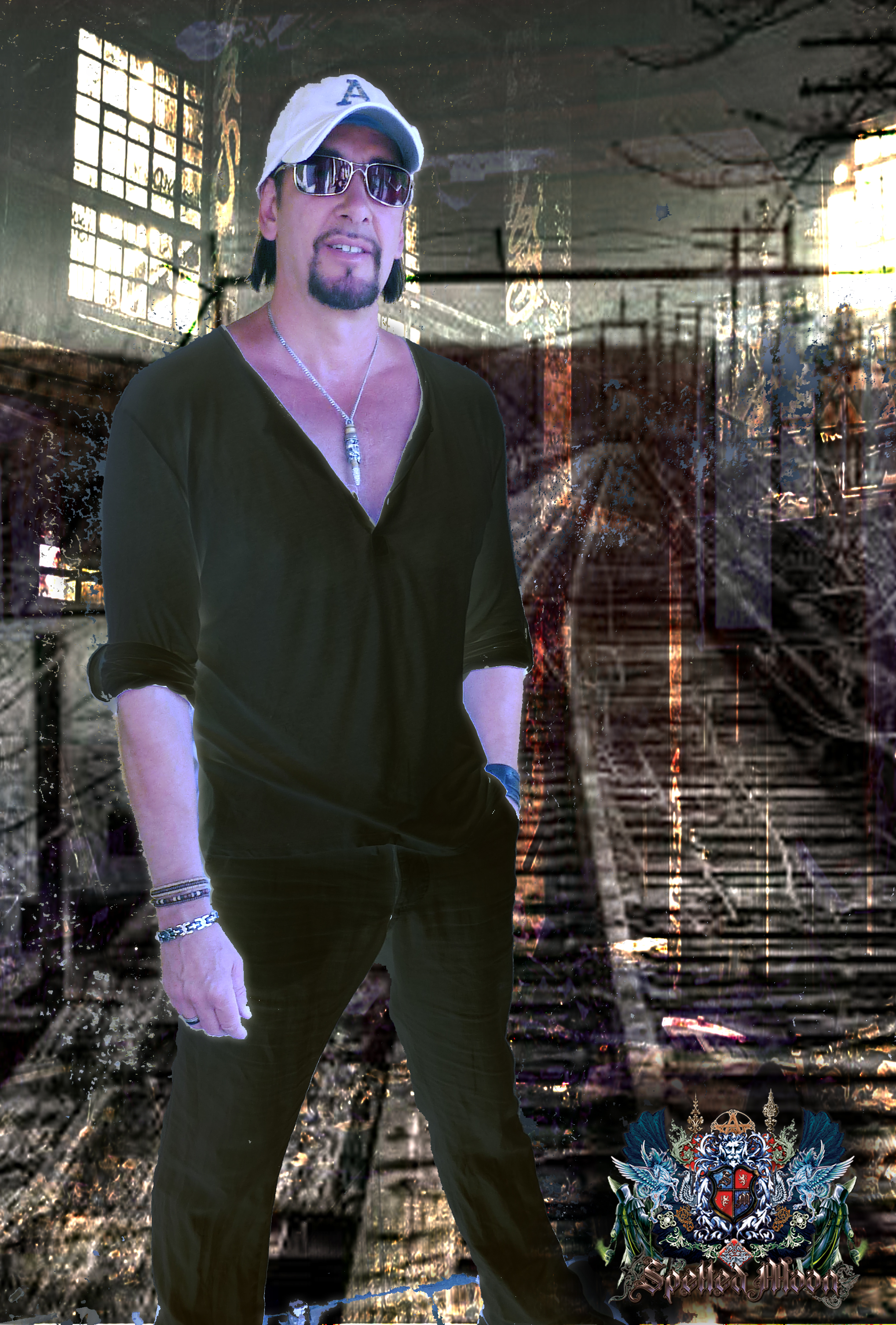
Face the Heat es el primer álbum de Scorpions grabado con el bajista Ralph Rieckermann

Los músicos tenían previsto tomarse unas vacaciones después de terminar la gira Crazy World Tour en diciembre de 1991, pero tuvieron que cancelarlas debido al asunto con Buchholz. Según Rarebell, estuvieron cerca de seis meses ocupados en ese altercado y cuando la tensión bajó entre ellos, consideraron que era más prudente escribir las canciones de su futuro álbum. A finales de 1992, seis meses después de comenzar el proceso creativo, la banda se reunió en el estudio de la casa del guitarrista Rudolf Schenker para iniciar la preproducción. Bruce Fairbairn, quien fue el primer productor que consideraron para Crazy World, decidió producir el álbum junto con la banda. De acuerdo con Rarebell, el canadiense siempre mostró interés en trabajar con ellos, pero por asuntos de agenda nunca coincidían. Al concretar la colaboración, la banda le envió a Fairbairn cerca de treinta canciones que habían escrito para que él escogiera las más interesantes, de las cuales seleccionó catorce.
En febrero de 1993 la banda viajó a Vancouver para realizar la grabación del álbum en los estudios Little Mountain Sound de Fairbairn. El consenso inicial era que querían «hacerlo a la antigua», con mucha actitud y no replicar la misma fórmula que dio como resultado a «Wind of Change». Por ese motivo, Fairbairn les propuso que tocaran cada canción tres veces, si a la tercera oportunidad no conseguían el groove, entonces la descartarían. Esto ayudó a definir la calidad sonora del disco, porque la banda quería que se oyera «más pesado, rudo y áspero», y reducir lo más posible los overdubbings. Como optaron por la manera clásica, realizaron las grabaciones de manera análoga en vez de digital. Según Schenker, este método solo resultaba correctamente en el disco de vinilo. Sin embargo, para entonces, el vinilo estaba perdiendo terreno ante el disco compacto por lo que el sello discográfico optó por lanzar el álbum mayormente en este último formato. Al hacer eso, el registro análogo tenían que convertirlo al digital, en donde se perdía la calidad del sonido según Schenker, por lo que no quedaron conforme con el resultado presentado en el disco compacto. Él ironizó: «No hay muchas personas que quieran comer comida gourmet. Ellos prefieren la comida rápida».
La grabación les tomó una semana y solo algunos pequeños aspectos, en cuanto a la voz y las guitarras, tuvieron que corregirse posteriormente. Una vez terminadas las cintas, la mezcla las realizó Erwin Musper en los Wisseloord Studios en Hilversum (Países Bajos), aunque Schenker comentó que existió la intención de hacerla en Los Ángeles. Por su parte, la masterización la llevó a cabo George Marino en el estudio Sterling Sound de Nueva York. Cabe señalar que Face the Heat fue el primer álbum de Scorpions grabado con el bajista Ralph Rieckermann y el último con el baterista Herman Rarebell.

## Composición

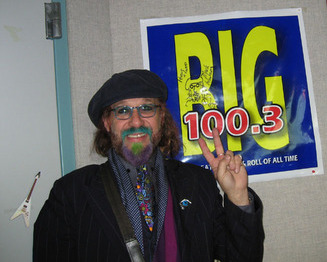
El estadounidense Mark Hudson colaboró como cocompositor en cuatro de las once canciones

La idea de «hacerlo a la antigua» también se vio en la composición, ya que la gran mayoría de las canciones las escribieron Rudolf Schenker y Klaus Meine. Rarebell, que desde Taken by Force (1977) era el tercer compositor de la banda, no participó del proceso creativo porque había perdido el interés de escribir después de Crazy World. Asimismo, Meine, el principal letrista, no quiso colaborar por segunda vez con Jim Vallance, quien en el álbum anterior ayudó a componer siete de sus once pistas. Durante la creación de las canciones, a mediados de 1992, Schenker comentó que estaban conscientes de que el paradigma musical nuevamente había cambiado y ahora las bandas del rock alternativo —particularmente del grunge— tenían la atención del mercado, en parte a los temas que trataban en sus letras, las cuales eran más realistas y reflejaban lo que estaba pasando en el mundo. Por ese motivo, el guitarrista consideró que era absurdo retomar los tópicos que fueron habituales en la década de los ochenta. Además, señaló: «Muchas personas asumirán que vamos a ir por el camino seguro de lo comercial, con una gran balada [en alusión a Crazy World y "Wind of Change"]. Dijimos, "¡mierda, no!". Somos una banda de rock y vamos a golpearlos en su cara». Por su parte, Rarebell mencionó que sabían de antemano que hacer un disco más pesado y menos comercial, implicaría conseguir una menor venta discográfica en comparación a Crazy World y ser, incluso, un «fracaso».
El álbum parte con «Alien Nation» una canción de heavy metal «doomy, malévola y lenta» según el crítico Martin Popoff. Durante su grabación, Rieckermann les comentó a los músicos que la batería no tenía un groove correcto, en especial en la parte en que la caja debía hacer un ritmo militar. Después de que Fairbairn repasó la pista, les propuso volver a grabar la batería con un programa de computadora. Por esa razón, Rieckermann señaló que «Alien Nation» es la única canción del álbum en que Rarebell no tocó la batería acústica. Por su parte, desde su punto de vista, esta fue la primera muestra de que Rarebell ya no estaba conforme con permanecer en la banda. Su letra, por otro lado, está inspirada en los disturbios de Los Ángeles de 1992. «No Pain No Gain» sigue el «mismo ruido sordo» de la anterior, aunque en esta «Fairbairn le añadió un toque extra de producción en los versos». De acuerdo con Popoff, «la producción es brillante y poderosa, particularmente en la batería». Por su parte, «Someone to Touch» es un «rock normal y fiestero». «Under the Same Sun» es una power ballad coescrita por Meine, Fairbairn y el compositor estadounidense Mark Hudson. De acuerdo con Rarebell, lo conocieron por intermedio del productor, pero para poder trabajar con él tuvieron que viajar a Los Ángeles por un día. En una noche la escribieron y al día siguiente regresaron a Vancouver. Sin embargo, los demás músicos no la consideraron lo suficientemente buena, pero el productor intervenido en su composición y al final la dejaron. Por cierto, tanto Hudson y Fairbairn tuvieron créditos como coristas en este tema. Adicionalmente, Hudson también colaboró en las canciones «No Pain No Gain», «Someone to Touch» y «Nightmare Avenue».
«Unholly Alliance» es un hard rock donde la banda incursiona en un «frustrantemente insatisfactorio funk rock» según Popoff, mientras que Larry Flick de la revista Billboard indicó que su letra, al igual que la de «Ship of Fools», son «políticamente diatribas cargadas». De hecho, Schenker comentó que esta última trataba sobre nuestros políticos «quienes tratan de conducir el bote, pero no saben cual dirección tomar». Popoff señala en su análisis que «Woman» «condescendientemente debería ser una power ballad, pero no lo es», donde la banda incursiona en un «hard rock/blues pesado». Meine contó que «fue un poco arriesgada para nosotros, porque es muy diferente de lo que la gente está acostumbrada a obtener de Scorpions. Pero no podíamos dejar pasar la oportunidad de abrir nuevos caminos». La canción destaca por su «diferentes texturas de guitarra» y por un arreglo interpretado por el teclista Luke Herzog para sonar como una sección de cuerdas. Por su parte, «Hate to Be Nice» y «Taxman Woman» son dos pistas de hard rock en que la banda «experimenta con los sonidos noventeros y el pop metal ochentero». «Ship of Fools» sigue el mismo concepto de las mencionadas, pero se «beneficia del golpe de Rarebell en conjunción con el aún brillante trabajo de producción de Fairbairn». En una parte de la canción aparecen unas notas altas interpretadas por la soprano Helen Donath.
La música de «Nightmare Avenue» la escribió el guitarrista Matthias Jabs, mientras que la letra la realizó Meine con Hudson, y posee un ritmo rápido que «entra en la misma zona de «Radar Love»/«Kickstart My Heart» gracias a los versos que cuelga de una trampa militar», según Popoff. En una parte muy puntual de la pista aparece unas voces femeninas que fueron interpretadas por Rhian Gittins. El álbum culmina con la power ballad «Lonely Nights», «una típica obra lúgubre con la clásica escritura de Meine y la clásica estructura musical de Schenker».

## Lanzamiento
Face the Heat salió a la venta el 21 de septiembre de 1993 a través de Mercury Records en los Estados Unidos y por Phonogram Records para Europa. Este fue el último álbum de estudio de la banda en ser editado por Mercury, puesto que en abril de 1993 PolyGram, empresa matriz de Mercury y Phonogram, informó que transferiría todas las bandas del sello estadounidense a la europea, entre ellos a Scorpions. Si bien el álbum contó con once canciones, en las versiones de Japón, Europa y los Estados Unidos se incluyeron algunos bonus tracks. En Japón, se agregó a «Kami O Shin Jiru», una pista acústica que presenta a un bajo sin trastes y a la «power ballad oscura sobre el abuso infantil» «Daddy's Girl». En la edición europea, se incluyó ambas canciones, pero «Kami O Shin Jiru» la retitularon como «Destin», cuyo estribillo estaba cantado en francés en vez de japonés; por cierto, los versos en ambas versiones fueron interpretados en inglés. Por su parte, en la estadounidense figuró una versión de «(Marie's the Name) His Latest Flame» de Del Shannon, que apareció como pista oculta casi al minuto después de haber terminado «Lonely Nights».

## Promoción

### Sencillos

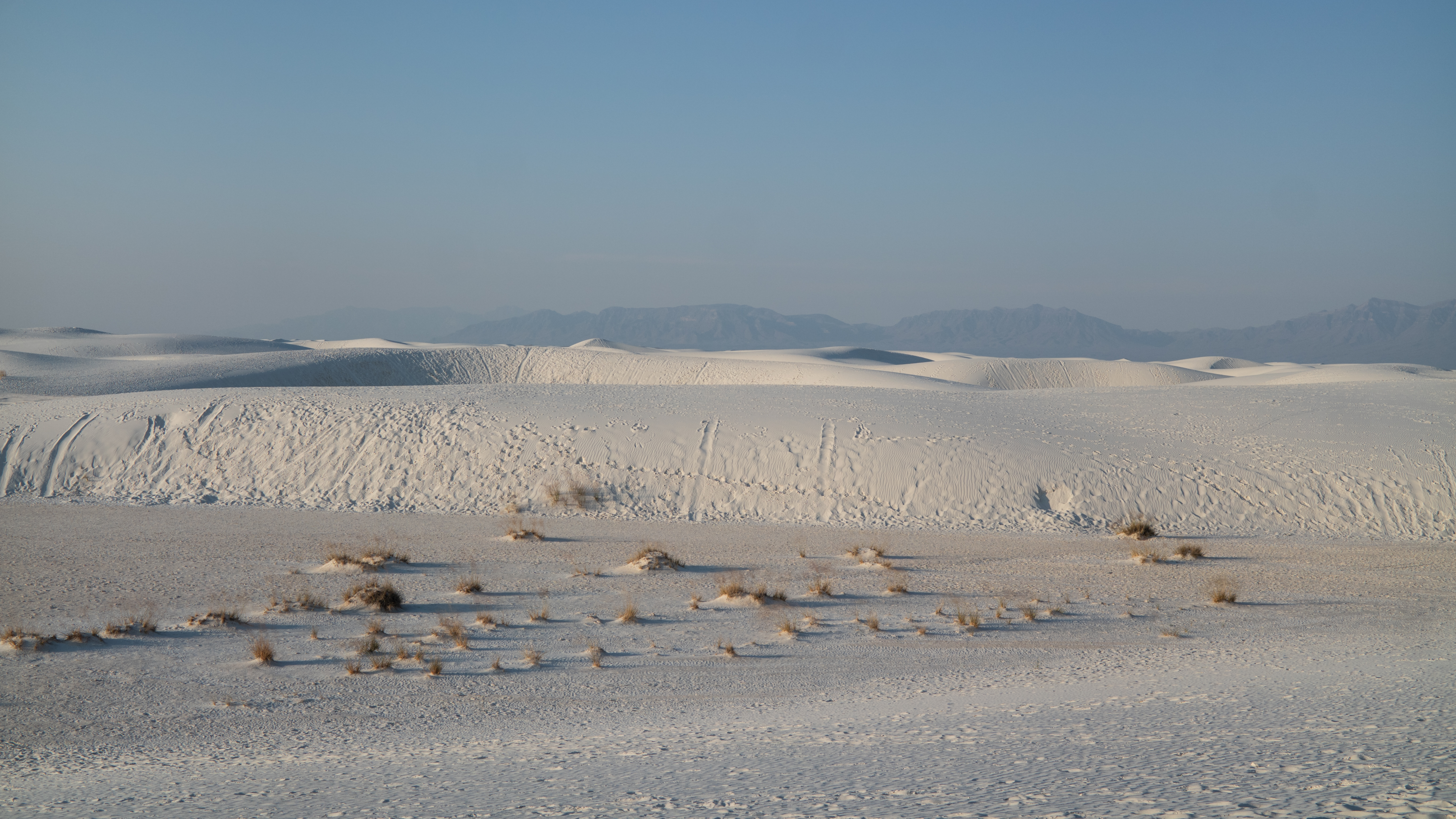
La grabación del videoclip del tercer sencillo, «Under the Same Sun», se grabó en el parque nacional White Sands de los Estados Unidos

Para promocionar el álbum se lanzaron inicialmente tres sencillos en un lapso menor a un año: «Alien Nation», «Woman» y «Under the Same Sun». El primero salió a la venta el 13 de agosto de 1993 en formato maxisencillo e incluyó una versión editada de la misma, «Unholly Alliance» y «Rubber Fucker». Está última —la única composición de Rarebell— solo estuvo disponible en ese trabajo y «posee un canto interesante, algo frívolo, encajado entre un punk rock, glam metal y heavy metal», según Popoff. La elección de «Alien Nation» como sencillo principal generó dudas en la banda, debido a que no tenía elementos suficientes para ser tocada en las radios, los principales difusores para un álbum por entonces. Según Rarebell, muchas estaciones la rechazaron y les dijeron que era muy pesada para incluirla en su programación, después de oír los primeros compases. A pesar de aquello, llegó hasta el puesto 7 en la lista francesa, al 8 en la portuguesa, al 10 en el Mainstream Rock Tracks estadounidense y al 27 en el Media Control Charts alemán.
«Woman» fue publicado en determinados países y, según la página web de Scorpions, lo hizo el 21 de septiembre de 1993. Este consiguió la primera posición en el recuento francés y la decimoquinta en el Mainstream estadounidense, desarrollada por Billboard. Por su parte, el 22 de noviembre del mismo año se editó «Under the Same Sun», según Rarebell como respuesta a la exclusión de «Alien Nation» en las radios. El sencillo salió en los formatos vinilo de 12" y disco compacto; en este último incluía a la «contundente canción de rock melódico renderizada» «Partners in Crime», escrita por Schenker y Meine. Al ser una power ballad, tuvo una mayor difusión, por lo que alcanzó en la lista Mainstream de los Estados Unidos la casilla 16, la 7 en la francesa, la 31 en la canadiense y la 99 en la alemana. Un cuarto sencillo salió a la venta el 7 de febrero de 1994, «No Pain No Gain», con el objetivo de apoyar a la selección de fútbol de Alemania en la Copa Mundial de Fútbol de 1994. Su lanzamiento se debió a que PolyGram llegó a un acuerdo con la desarrolladora U.S. Gold para incluir algunas de las canciones de sus artistas en el videojuego World Cup USA '94; de Scorpions agregaron a «No Pain No Gain» y «Under the Same Sun».
Los cuatro sencillos además contaron con videoclips. El de «Alien Nation» se grabó en Nueva York en julio de 1993 y la dirección quedó a cargo de Matt Mahurin. En agosto del mismo año se filmó el de «Under the Same Sun» en el parque nacional White Sands en Nuevo México (Estados Unidos), cuya dirección la realizó Peter Christopherson y se estrenó el 20 de septiembre. En febrero de 1994 registraron el video musical de «Woman», el cual contó con el protagonismo de Karina Lombard como una vampira y de John Corbett como la «víctima asediada». Por su parte, el 30 de julio de 1994 se confirmó la realización del video de «No Pain No Gain», que contó con un montaje de imágenes de un concierto en vivo de la banda, jugadas de la selección de fútbol de Alemania y del videojuego World Cup USA '94.

### Gira de conciertos

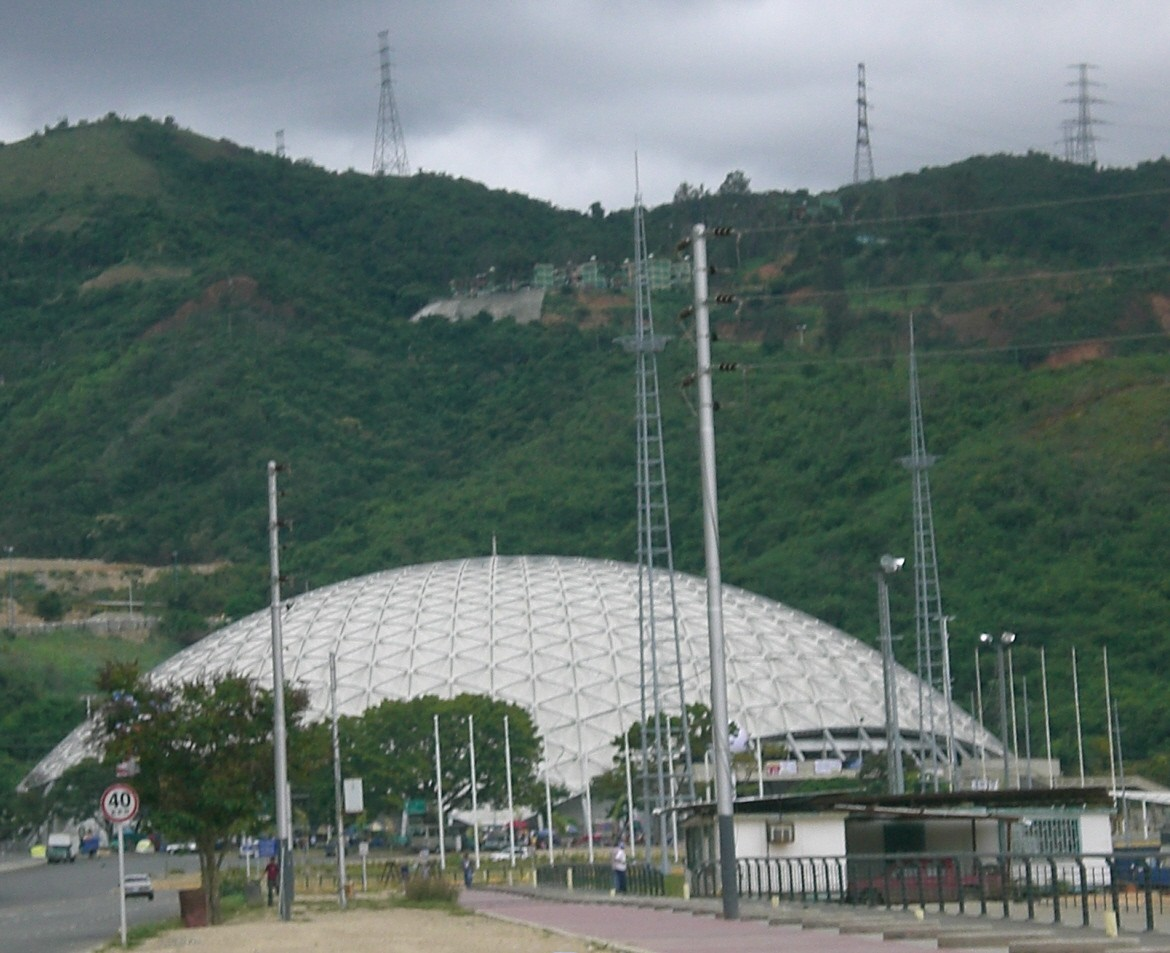
El Poliedro de Caracas en Caracas (Venezuela), fue uno de los recintos en los que tocó Scorpions durante el Face the Heat Tour

La gira de conciertos Face the Heat Tour comenzó el 14 de septiembre de 1993 en el Estadio Nea Smyrni de Atenas (Grecia). La sección europea se llevó a cabo hasta noviembre del mismo año y estuvo enfocada solo en países de Europa continental, de las que destacaron sus primeros conciertos en Bulgaria, Polonia, Rumania y Turquía. Durante esta parte, la banda contó con Duff McKagan como telonero, quien promocionaba su álbum debut Believe in Me. Las fechas de 1993 terminaron el 15 de noviembre en Caen (Francia).
El 24 de enero de 1994 en Tokio (Japón) comenzó la segunda parte del tour, cuya sección asiática solo tuvo cuatro conciertos, incluida su primera visita a Singapur. Posteriormente, a partir del 19 de febrero, dieron inicio a la primera serie de conciertos por los Estados Unidos, con King's X como banda telonera. Luego de ello, entre finales de marzo y los primeros días de abril, realizaron su primera gira por Latinoamérica con un total de ocho conciertos en cinco países, para después volver a Norteamérica en junio. En esta última sección tuvieron a The Poor como acto de apertura y se llevó a cabo en teatros, anfiteatros y centros de convenciones de varias ciudades de los Estados Unidos y tres de Canadá. Después de más de noventa conciertos, la gira culminó el 20 de julio de 1994 en Sunrise (Florida). De acuerdo con Popoff, el Face the Heat Tour fue más acotada que las anteriores, particularmente en la segunda serie por los Estados Unidos (junio-julio de 1994), debido a la baja popularidad que sufrían por entonces las bandas de hard rock y heavy metal en ese mercado. Cabe señalar que de esta serie de conciertos se extrajo parte del material en directo para el álbum en vivo Live Bites de 1995.

## Recepción

### Crítica especializada
Face the Heat recibió reseñas mixtas por parte de la prensa especializada, tanto de la época como contemporánea. Billboard lo nombró uno de los destacados de la semana del 2 de octubre de 1993 y comentó: «Aquí no hay sorpresas, solo energía incansable del rock and roll». Además, del primer sencillo, «Alien Nation», la revista señaló: «El resto del paquete es tan consistente que casi cualquier pista posterior funcionará, incluidas las baladas "Under The Same Sun", "Woman" y "Lonely Nights", que están preparadas para una gran rotación en la radio y en tiendas de video». Troy J. Augusto de Cashbox lo posicionó como la «selección de la semana» el 9 de octubre de 1993 y comentó: «(...) la banda mira por encima del hombro, recordando, aparentemente, de dónde vino», volviendo a sus «raíces más bulliciosas» y «afortunadamente dejando atrás el pulido y la destreza de los discos recientes». A su vez, resaltó el trabajo del productor Bruce Fairbairn y las canciones «Alien Nation», «Under the Same Sun» y «Unholly Alliance» porque «son recordatorios del potente grupo musical que pueden ser los Scorpions». La revista paneuropea Music & Media indicó que es «tan fuerte y pegadizo como siempre» y «nadie sabe cómo lo hacen, pero estos alemanes se las arreglan para mantener su primera posición en el rock 'n' roll después de más de veinte años». Asimismo, recomendó tocar cada una de las canciones porque «a sus oyentes les encantarán todas».
Scott Iwasaki del periódico estadounidense Deseret News señaló que el disco «está lleno de arreglos penetrantes mezclados con letras mordaces que reflejan una sociedad oscura y siniestra», y sonoramente, marca el regreso de la banda a su «sólido heavy metal». Kristen Knudsen, en su reseña para The Michigan Daily, resaltó las letras de las canciones porque demostraban lo malo del mundo. No obstante, criticó la «falta de los ganchos melódicos que distinguían a los anteriores himnos de la banda» y la «mera repetición de la vieja fórmula del hard rock», que hacían de Face the Heat «no un mal álbum, simplemente no lo hacían grande». Loh Keng Fatt, de The Straits Times, resaltó la labor de Klaus Meine y de Rudolf Schenker, «las letras que golpean duro a los racistas ("Unholy Alliance"), el sistema codicioso ("Taxman Woman") y la inequidad sexual ("Woman")» y la interpretación intensa de canciones como «Alien Nation» y «Nightmare Avenue».
Barry Weber, del sitio web AllMusic, lo consideró «bastante insatisfactorio», puesto que en vez de «concentrarse en melodías melódicas», se centra en el «metal ruidoso y los gritos que rompen cristales en lugar de los sonidos clásicos y emocionales habituales que los Scorpions han puesto en sus álbumes anteriores». Eduardo Rivadavia de Ultimate Classic Rock, en su lista de los álbumes de la banda ordenados de peor a mejor, posicionó a Face the Heat en el puesto trece. En su reseña, lo llamó «impecable», «un tanto subestimado» y que «se perdió en medio de las distracciones comerciales del rock alternativo». En un recuento similar, Malcolm Dome de Classic Rock lo ubicó en el puesto quince y estimó que la banda buscó en las tendencias contemporáneas para encajar con lo que estaba sucediendo, pero a diferencia de sus álbumes anteriores, «esto es realmente fascinante». Además, destacó a Bruce Fairbairn por «relucir el lado más pop de la banda sin deshacerse de los golpes de martillo que podían dar»; a las canciones «Alien Nation» y «Under the Same Sun» porque «tenían clase y profundidad», y concluyó con: «Nunca considerarías que esto está cerca de los álbumes clásicos de Scorps».
Suzanne M. Bourgoin en el libro Contemporary Musicians: Volume 12 comentó que «Face the Heat lanzó a la banda a otra etapa de variedad musical». El sitio PopMatters, en una reseña al recopilatorio Bad for Good: The Very Best of Scorpions, señaló que el álbum: «(...) como Savage Amusement, fue grande con la multitud de AOR, pero con nadie más». La revista alemana Rockworld indicó que con este trabajo Scorpions «transitó hacia un rock más rudo y agresivo». El crítico Martin Popoff señala que este álbum da término a la «era dorada de la banda» y las culpabilidades podrían ser varias. Entre ellas, destacan la entrada a la «zona desconcertante» de «escribir canciones que no necesitan ser escritas»; el «fin de la formación clásica» luego de la salida de Buchholz en 1992; el nulo interés de escribir por parte de Rarebell o la intervención de Fairbairn, al involucrarse en demasía en temas corporativos, como incluir compositores externos (en alusión a Mark Hudson), sirviendo como «el beso de la muerte para la credibilidad de la banda, a pesar del éxito comercial».

### Comercial
Una vez que salió al mercado, Face the Heat tuvo un desempeño comercial regular en muchos países. En Alemania,el 27 de septiembre de 1993 debutó en la cuarta posición del Media Control Charts y permaneció en la lista por quince semanas consecutivas. Su última aparición ocurrió la semana del 10 de enero de 1994, en la casilla 71. En Francia, alcanzó el puesto 5 en la lista musical nacional y en 1993 la Syndicat National de l'Édition Phonographique (SNEP) lo certificó de disco de oro, luego de vender más de 100 000 copias. Hasta el 2018, la empresa francesa Infodisc estimó sus ventas en ese país en 229 500 unidades, sin tener en cuenta streaming. En Suiza logró la novena casilla en el Schweizer Hitparade el 17 de octubre de 1993 y estuvo por diez semanas en el conteo. En el mismo año, la filial suiza de la Federación Internacional de la Industria Fonográfica (IFPI) le confirió un disco de oro por superar las 25 000 copias comercializadas. Por su parte, la IFPI también lo certificó de oro en 1993 en Noruega, por exceder las 25 000 copias vendidas.
En los demás países europeos, Face the Heat se situó en la octava posición del Suomen virallinen lista de Finlandia; en la décima primera en el Top 40 Album de Hungría; en la décima segunda en el Ö3 Austria Top 40 de Austria; en la décima quinta en el Sverigetopplistan de Suecia; en la vigésima segunda en el Top 100 Artisti de Italia; en la trigésima cuarta en el Dutch Top 100 Albums de los Países Bajos y en la quincuagésima primera en el UK Albums Chart del Reino Unido. El 16 de octubre de 1993 logró la casilla 16 en el European Top 100 Albums de la revista paneuropea Music & Media, gracias a sus ventas en Alemania, Austria, Bélgica, Dinamarca, Finlandia, Países Bajos, Suecia y Suiza.
Por otro lado, en los Estados Unidos, alcanzó el puesto 24 en el Billboard 200 y solo estuvo por nueve semanas en la lista. A su vez, el 9 de octubre de 1993 debutó en el lugar 22 en el Top 100 Albums de la revista Cashbox; su máxima posición lograda en ese recuento. A diferencia de sus álbumes anteriores, Face the Heat fue el primero en más de diez años en no obtener una certificación discográfica por parte de la organización estadounidense Recording Industry Association of America (RIAA). En Canadá, en cambio, consiguió la posición 34 en el Top 100 Albums de la publicación RPM, mientras que en Japón logró la 29 en el Japan Albums Chart.
El 25 de diciembre de 1993 la revista Billboard reportó que en diez semanas, desde su lanzamiento, se vendieron más de 500 000 copias a nivel mundial. No obstante, Music & Media informó que para el 6 de noviembre de 1993, Face the Heat superó las 500 000 unidades comercializadas únicamente en Europa. Para el 4 de junio de 1994 las ventas del álbum superaban el millón y medio de copias, de las cuales 350 000 se expendieron en Alemania y 450 000 en los Estados Unidos. Este hecho hizo que Scorpions ganara un World Music Awards por ser el artista alemán más vendido del mundo. De acuerdo con el baterista Herman Rarebell, en un año se vendieron más de 1,8 millones de copias a nivel mundial.

## Lista de canciones
| N.º | Título               | Escritor(es)                 | Duración |  |
| 1.  | «Alien Nation»       | Schenker, Meine              | 5:45     |  |
| 2.  | «No Pain No Gain»    | Schenker, Meine, Mark Hudson | 3:56     |  |
| 3.  | «Someone to Touch»   | Schenker, Meine, Hudson      | 4:30     |  |
| 4.  | «Under the Same Sun» | Meine, Hudson, Fairbairn     | 4:52     |  |
| 5.  | «Unholy Alliance»    | Schenker, Meine              | 5:17     |  |
| 6.  | «Woman»              | Schenker, Meine              | 6:00     |  |
| 7.  | «Hate to Be Nice»    | Schenker, Meine              | 3:34     |  |
| 8.  | «Taxman Woman»       | Schenker, Meine              | 4:31     |  |
| 9.  | «Ship of Fools»      | Schenker, Meine              | 4:16     |  |
| 10. | «Nightmare Avenue»   | Meine, Jabs, Hudson          | 3:56     |  |
| 11. | «Lonely Nights»      | Schenker, Meine              | 4:41     |  |

| Pistas adicionales en la edición japonesa |                    |                 |          |  |
| N.º                                       | Título             | Escritor(es)    | Duración |  |
| 12.                                       | «Kami O Shin Jiru» | Schenker, Meine | 3:49     |  |
| 13.                                       | «Daddy's Girl»     | Schenker, Meine | 4:20     |  |

| Pistas adicionales en la edición europea |                |                 |          |  |
| N.º                                      | Título         | Escritor(es)    | Duración |  |
| 12.                                      | «Destin»       | Schenker, Meine | 3:20     |  |
| 13.                                      | «Daddy's Girl» | Schenker, Meine | 4:20     |  |

| Pista publicada como hidden track en la edición estadounidense |                                                              |                        |          |  |
| N.º                                                            | Título                                                       | Escritor(es)           | Duración |  |
| 12.                                                            | «Marie's The Name (His Latest Flame)» (cover de Del Shannon) | Doc Pomus, Mort Shuman | 2:23     |  |

## Posicionamiento en listas musicales
| País/Continente | Lista (1993)            | Posición |
| --------------- | ----------------------- | -------- |
| Alemania        | Media Control Charts    | 4        |
| Austria         | Ö3 Austria Top 40       | 12       |
| Canadá          | RPM Top 100 Albums      | 34       |
| Estados Unidos  | Billboard 200           | 24       |
| Estados Unidos  | Cashbox Top 100 Albums  | 22       |
| Europa          | European Top 100 Albums | 16       |
| Finlandia       | Suomen virallinen lista | 8        |
| Francia         | French Albums Chart     | 5        |
| Hungría         | Top 40 Album            | 11       |
| Italia          | Top 100 Artisti         | 22       |
| Japón           | Japan Albums Chart      | 29       |
| Países Bajos    | Dutch Top 100 Albums    | 34       |
| Reino Unido     | UK Albums Chart         | 51       |
| Suecia          | Sverigetopplistan       | 15       |
| Suiza           | Schweizer Hitparade     | 9        |

| País     | Lista (1993)         | Posición |
| -------- | -------------------- | -------- |
| Alemania | Media Control Charts | 66       |
| Francia  | French Albums Chart  | 81       |
| Italia   | Top 100 Artisti      | 109      |

## Certificaciones
| País    | Organismo certificador | Certificación | Ventas certificadas | Ref.     |
| ------- | ---------------------- | ------------- | ------------------- | -------- |
| Francia | SNEP                   | Oro           | 100 000             | [ 76 ]   |
| Suiza   | IFPI - Suiza           | Oro           | 25 000              | [ 79 ]   |
| Noruega | IFPI - Noruega         | Oro           | 25 000              | [ 80 ]   |
| Sumario |                        |               |                     |          |
| Mundo   | —                      | —             | 1 500 000           | [ n. 1 ] |

## Créditos
| - Klaus Meine: voz y coros - Rudolf Schenker: guitarra rítmica y líder, guitarra acústica de seis y doce cuerdas, sitar, EBow y coros - Matthias Jabs: guitarra líder y rítmica, guitarra acústica de seis y doce cuerdas, guitarra fatbody jazz, slide y talk box - Herman Rarebell: batería y percusión - Ralph Rieckermann: bajo Músicos invitados - John Webster: teclados - Luke Herzog: teclados adicionales en «Woman» y «Lonely Nights» - Helen Donath: voz de ópera en «Ship of Fools» - Bruce Fairbairn y Mark Hudson: coros en «Under the Same Sun» - Rhian Gittins: voz femenina en «Nightmare Avenue» - Paul Laine y Mark LaFrance: coros adicionales en toda las canciones | - Bruce Fairbairn y Scorpions: producción - Erwin Musper: ingeniería de sonido y mezcla - Mike Plotnikoff: segundo ingeniero - George Marino: masterización - Bruce Fairbairn y Scorpions: arreglo musical en todas las canciones - Rudolf Schenker y Luke Herzog: arreglo musical en «Woman» - Peter Kirkman: asistencia de producción - Michael Bays: dirección de arte - A8: diseño gráfico y portada - Joe Giron: fotografía en contraportada - Davies & Starr: fotografía de los músicos en folleto de notas |

Fuente: Folleto de notas de Face the Heat (edición europea)